# Toshimasa Ishii
Toshimasa Ishii (石井俊匡 Ishii Toshimasa?) es un director de cine y anime japonés.

## Biografía
Ishii nació en la ciudad de Midori, Prefectura de Gunma, Japón. Se graduó de la Universidad de Chiba, se especializó en física en la universidad y formó parte del grupo de estudio de animación. Allí, se dio cuenta de cuanto le gustaba animación y fijó su mirada en la industria.
En 2010, ingresó a la industria como asistente de producción en A-1 Pictures. En 2014 debutó como director con el episodio 90 de Uchū Kyōdai. En el 2019 hizo su debut como director principal con la ONA Soba e.

## Trabajos

### Series de televisión
Destaca papeles con funciones de dirección de series.
     Destaca papeles con funciones de asistente de dirección o supervisión.
| Año  | Título                                                  | Director(es)                  | Estudio        | Funciones                                                                            | Refs.  |
| ---- | ------------------------------------------------------- | ----------------------------- | -------------- | ------------------------------------------------------------------------------------ | ------ |
| 2010 | Kuroshitsuji II                                         | Hirofumi Ogura                | A-1 Pictures   | Avance de producción (#10)                                                           | [ 5 ]  |
| 2011 | Ano Hi Mita Hana no Namae o Bokutachi wa Mada Shiranai. | Tatsuyuki Nagai               | A-1 Pictures   | Avance de producción (#1, 6, 10-11)                                                  | [ 6 ]  |
| 2011 | The iDOLM@STER                                          | Atsushi Nishigori             | A-1 Pictures   | Avance de producción (#14)                                                           | [ 7 ]  |
| 2012 | Uchū Kyōdai                                             | Ayumu Watanabe                | A-1 Pictures   | Director de episodios (#90, 93, 98) Guionista gráfico (#98) Producción de escenarios | [ 3 ]  |
| 2014 | Nanatsu no Taizai                                       | Tensai Okamura                | A-1 Pictures   | Director de episodios (#6, 14, 24)                                                   | [ 8 ]  |
| 2014 | Shigatsu wa Kimi no Uso                                 | Kyōhei Ishiguro               | A-1 Pictures   | Director de episodio (#18) Guionista gráfico (#18)                                   | [ 9 ]  |
| 2015 | Gate: Jieitai Kano Chi nite, Kaku Tatakaeri             | Takahiko Kyōgoku              | A-1 Pictures   | Director de episodio (#8)                                                            | [ 10 ] |
| 2016 | Boku Dake ga Inai Machi                                 | Tomohiko Itō                  | A-1 Pictures   | Director de episodios (#2, 7, 12) Guionista gráfico (#2, 12) Director asistente      | [ 11 ] |
| 2016 | Qualidea Code                                           | Kenichi Kawamura              | A-1 Pictures   | Guionista gráfico (#15)                                                              | [ 12 ] |
| 2016 | Nanatsu no Taizai: Seisen no Shirushi                   | Tomokazu Tokoro               | A-1 Pictures   | Director de episodio (#3) Guionista gráfico (#3)                                     | [ 13 ] |
| 2016 | Occultic;Nine                                           | Kyōhei Ishiguro Miyuki Kuroki | A-1 Pictures   | Director de episodio (#8) Guionista gráfico (#8)                                     | [ 14 ] |
| 2017 | Demi-chan wa Kataritai                                  | Ryō Andō                      | A-1 Pictures   | Director de episodios (#4, 11) Guionista gráfico (#4, 11)                            | [ 15 ] |
| 2017 | Granblue Fantasy The Animation                          | Ayako Kurata Yūki Itō         | A-1 Pictures   | Director de episodios (#3, 7) Guionista gráfico (#3)                                 | [ 16 ] |
| 2018 | Dakaretai Otoko 1-i ni Odosarete Imasu.                 | Naoyuki Tatsuwa               | CloverWorks    | Director de episodio (#7) Guionista gráfico (#7)                                     | [ 17 ] |
| 2019 | Yakusoku no Neverland                                   | Mamoru Kanbe                  | CloverWorks    | Director de episodio (#6) Guionista gráfico (#6)                                     | [ 18 ] |
| 2019 | Fate/Grand Order: Zettai Majuu Sensen Babylonia         | Toshifumi Akai                | CloverWorks    | Director de episodios (#10, 17) Guionista gráfico (#10, 17)                          | [ 19 ] |
| 2019 | Beastars                                                | Shin'ichi Matsumi             | Orange         | Guionista gráfico (#11)                                                              | [ 20 ] |
| 2019 | Sword Art Online: Alicization - War of Underworld       | Manabu Ono                    | A-1 Pictures   | Guionista gráfico (#7)                                                               | [ 21 ] |
| 2021 | 86: Eighty-Six                                          | Toshimasa Ishii               | A-1 Pictures   | Director Director de episodio (#1) Guionista gráfico (#1-2)                          | [ 22 ] |
| 2021 | 86: Eighty-Six Part 2                                   | Toshimasa Ishii               | A-1 Pictures   | Director Director de episodios (#22-23) Guionista gráfico (#12, 22-23)               | [ 23 ] |
| 2022 | Bocchi the Rock!                                        | Keiichirō Saitō               | CloverWorks    | Guionista gráfico (#7)                                                               | [ 24 ] |
| 2023 | Nier: Automata Ver1.1a                                  | Ryōji Masuyama                | A-1 Pictures   | Director de episodio (#6) Guionista gráfico (#6)                                     | [ 25 ] |
| 2023 | Tengoku Daimakyō                                        | Hirotaka Mori                 | Production I.G | Guionista gráfico (#12)                                                              | [ 26 ] |
| 2024 | Nier: Automata Ver1.1a Part 2                           | Ryōji Masuyama                | A-1 Pictures   | Director de episodio (#17) Guionista gráfico (#17)                                   | [ 27 ] |
| 2024 | Maō 2099                                                | Ryō Andō                      | J.C.Staff      | Guionista gráfico (#11)                                                              | [ 28 ] |

### Películas
Destaca papeles con funciones de asistente de dirección o supervisión.
| Año  | Título                                                  | Director(es)    | Estudio         | Funciones                | Refs.  |
| ---- | ------------------------------------------------------- | --------------- | --------------- | ------------------------ | ------ |
| 2013 | Ano Hi Mita Hana no Namae o Bokutachi wa Mada Shiranai. | Tatsuyuki Nagai | A-1 Pictures    | Producción de escenarios | [ 29 ] |
| 2018 | Mirai no Mirai                                          | Mamoru Hosoda   | Studio Chizu    | Director asistente       | [ 30 ] |
| 2023 | Seishun Buta Yarō wa Odekake Sister no Yume wo Minai    | Sōichi Masui    | CloverWorks     | Guionista gráfico        | [ 31 ] |
| 2024 | Uma Musume Pretty Derby: Shinjidai no Tobira            | Ken Yamamoto    | CygamesPictures | Guionista gráfico        | [ 32 ] |

### ONAs
Destaca papeles con funciones de dirección de series.
| Año  | Título | Director(es)    | Estudio | Funciones | Refs. |
| ---- | ------ | --------------- | ------- | --------- | ----- |
| 2019 | Soba e | Toshimasa Ishii | Orange  | Director  | [ 4 ] |